# 張安 (成化進士)
張安（1442年—？），字文靖，陝西慶陽府環縣人，軍籍，明朝政治人物。

## 生平
陝西鄉試第五十五名舉人。成化十七年（1481年）中式辛丑科會試第一百九十六名，三甲第九十一名進士。

## 家族
曾祖張文通；祖父張和志；父張禮，監察御史。嫡母王氏；生母陳氏。永感下。